# Mariano Sabas Muniesa
Mariano Sabas Muniesa (La Habana, 1840-Madrid, 1919) fue un banquero, comerciante y político español.

## Biografía
Nacido el 5 de diciembre de 1840 en La Habana, desde joven se dedicó a la vida mercantil. Emigró a la península ibérica, donde cursó la carrera de Comercio y obtuvo los títulos de perito y profesor mercantil, además de estar empleado en una casa de banca en Madrid. En 1871 se estableció definitivamente como banquero. En 1887 fue nombrado presidente del Círculo de la Unión Mercantil de Madrid. Fue organizador de la Cámara de Comercio, Industria y Navegación de Madrid, de la que fue primer presidente, además de individuo de la comisión redactora del nuevo código de comercio y vocal de la Junta de reformas sociales. Escribió numerosos artículos sobre comercio, industria y banda y fue autor de una Historia de los bancos de emisión. Como político obtuvo escaño de diputado en las Cortes de la Restauración por Madrid, en 1901 y 1905. Muniesa, que tuvo al menos siete hijos con Carmen Mateos y Pintor, falleció en Madrid el 20 de diciembre de 1919.